# Apple A14
El Apple A14 Bionic es un SoC basado en ARM de 64 bits, diseñado por Apple Inc. Aparece en el iPad Air de (4.ª generación) y en el iPad (10.ª generación), así como en el iPhone 12 Mini, iPhone 12, iPhone 12 Pro y iPhone 12 Pro Max. Apple afirma que la Unidad Central de Procesamiento (CPU) funciona hasta un 40% más rápido que el A12 (16% más rápido que el A13), mientras que la Unidad de Procesamiento de Gráficos (GPU) es hasta un 30% más rápida que el A12. También incluye un motor neuronal de 16 núcleos y nuevos aceleradores matriciales de aprendizaje automático que funcionan dos y diez veces más rápido, respectivamente.

## Diseño
El Apple A14 Bionic cuenta con una CPU de seis núcleos de 64 bits diseñada por Apple que implementa ARMv8 ISA,  con dos núcleos de alto rendimiento llamados Firestorm y cuatro núcleos energéticamente eficientes llamados Icestorm.
El A14 integra una GPU de cuatro núcleos diseñada por Apple con un rendimiento gráfico un 30% más rápido que el A12. El A14 incluye hardware de red neuronal dedicado que Apple llama un nuevo motor neuronal de 16 núcleos. El motor neuronal puede realizar 11 billones de operaciones por segundo. Además del motor neuronal separado, la CPU A14 incluye aceleradores de multiplicación de matrices de aprendizaje automático de segunda generación (que Apple llama bloques AMX). El A14 también incluye un nuevo procesador de imágenes con capacidades mejoradas de fotografía computacional.
A14 es fabricado por TSMC en su proceso de fabricación de 5 nm de primera generación, N5. Esto convierte al A14 en el primer producto disponible comercialmente que se fabrica en un nodo de proceso de 5 nm. El recuento de transistores ha aumentado a 11,8 mil millones, un aumento del 38,8% del recuento de transistores del A13 de 8,5 mil millones. Según Semianalysis, el tamaño de la matriz del procesador A14 es de 88 mm². Se fabrica en un paquete en paquete (PoP) junto con 4 GiB de memoria LPDDR4X en el iPhone 12 y 6 GB de memoria LPDDR4X en el iPhone 12 Pro.

## Productos que incluyen el Apple A14 Bionic
- iPad Air (4.ª generación)
- iPhone 12 y iPhone 12 Mini
- iPhone 12 Pro y iPhone 12 Pro Max
- iPad (10.ª generación)